# Piliocolobus gordonorum
Espèce
Statut CITES
Piliocolobus gordonorum est une espèce qui fait partie des Primates. C’est un singe de la famille des Cercopithecidae nommé en Français Colobe bai d'Iringa[réf. nécessaire].